# Nanae
Nanae (jap. 七飯町 Nanae-chō) – miasto w Japonii, w prefekturze Hokkaido, w podprefekturze Oshima. Według danych na rok 2020 miejscowość zamieszkiwało 27 686 mieszkańców , a gęstość zaludnienia wyniosła 127,7 os./km².